# Piroler
Piroler (Oriolidae) er en familie af ofte farvestrålende fugle, der for de flestes vedkommende yngler i Asien, Afrika og Australien. Arten Pirol (Oriolus oriolus) findes dog i Europa.
Piroler er oftest knyttet til tropernes skove, hvor de lever i trækronerne af insekter og bær. I størrelse varierer de mellem en stær og en allike. Farverne er ofte sorte, gule eller røde. Arter med gule farver har ofte røde næb. Deres stemmer består af melodiske fløjtetoner og hæse advarselskald.

## Slægter
- Sphecotheres (3 arter, fx gulbuget figenfugl)
- Oriolus (29 arter, fx pirol)

## Billeder
|                                                                 |
| Grøn pirol (Oriolus flavocinctus) er meget udbredt i Australien |

|                                                |
| Sortmasket pirol (Oriolus auratus) fra Afrika. |